# Ann Riordan
Ann Riordan (Dublín, 17 de juliol de 1947 - 5 de març de 2021) va ser una dona pionera que va lluitar per la igualtat salarial i de drets. Va ser una dona casada de ben jove que va tornar a treballar i es va convertir en la primera directora general de Microsoft Ireland.
Nascuda Ann Kelly el 17 de juliol de 1947, Riordan era filla d'un mecànic de CIÉ, Joe Kelly, i de la modista Lillie Kelly. Lillie va ensenyar a la Grafton Academy. Riordan tenia sis germans. La família va créixer a Dublín, a Rathfarnham. Riordan va anar a l'escola secundària St. Louis, però va marxar als setze anys abans de presentar el seu certificat de secundària.
Riordan va deixar l'escola per una feina a la Gas Company de Dublín. Tanmateix, gairebé immediatament, va descobrir que a la dona de la Alliance and Dublin Consumers Gas Company no se li pagava l'increment del cost de la vida actualitzat que s'havia acordat amb la Unió Irlandesa del Transport i els Treballadors Generals. Va descobrir de primera mà l'actitud davant les dones com a treballadores. Va ser líder en la gestió per donar el mateix increment a les dones empleades. El seu següent pas va ser sol·licitar una feina com a dissenyadora de calefacció central. De nou es va enfrontar a obstacles quan se li va dir que el paper era feina d'home. Als dinou anys, es va oposar a això i se li va atorgar el càrrec.
Quan es va casar amb Frank Riordan, va afrontar el seu següent repte. Hi havia la prohibició que les dones casades treballessin. El cap de Riordan li va dir que estarien encantats de tornar-la a veure, però que els sindicats aquesta vegada ho impedien. El sindicat li va concedir un contracte de sis mesos i Riordan va tornar a treballar. No obstant això, el 1970 Riordan es va traslladar a Londres. Allà va aconseguir una feina a L'Oréal i va començar la seva carrera al Regne Unit. Va començar a la indústria de la tecnologia amb un càrrec a Wordplex el 1976. Des de la creació de Wordplex, Riordan va estar en tots els aspectes del negoci i aviat va tornar a Irlanda com a director general de la companyia.
El 1991 Riordan va ser seleccionada per ser el gestor de Microsoft per a Irlanda. El 1996 ja havia guanyat el 'Chairman's award' de les empreses pel que havia aconseguit tant a Irlanda com a Europa. Riordan es va retirar el 2000. Va participar en diverses organitzacions i va ser presidenta de l' Institut de Directors a Irlanda, presidenta de la Science Foundation Ireland, presidenta de l' Autoritat Nacional de Normes d'Irlanda i Tourism Ireland.